# Plectranthus neochilus
Espèce
Synonymes
- Coleus carnosus A. Chev.
- Coleus neochilus (Schltr.) Codd
- Coleus pentheri Gürke
- Coleus schinzii Gürke[2]

Plectranthus neochilus est une espèce de plantes à fleurs de la famille des Labiées (Lamiaceae) qui fait partie des végétaux communément appelés coléus.

## Description

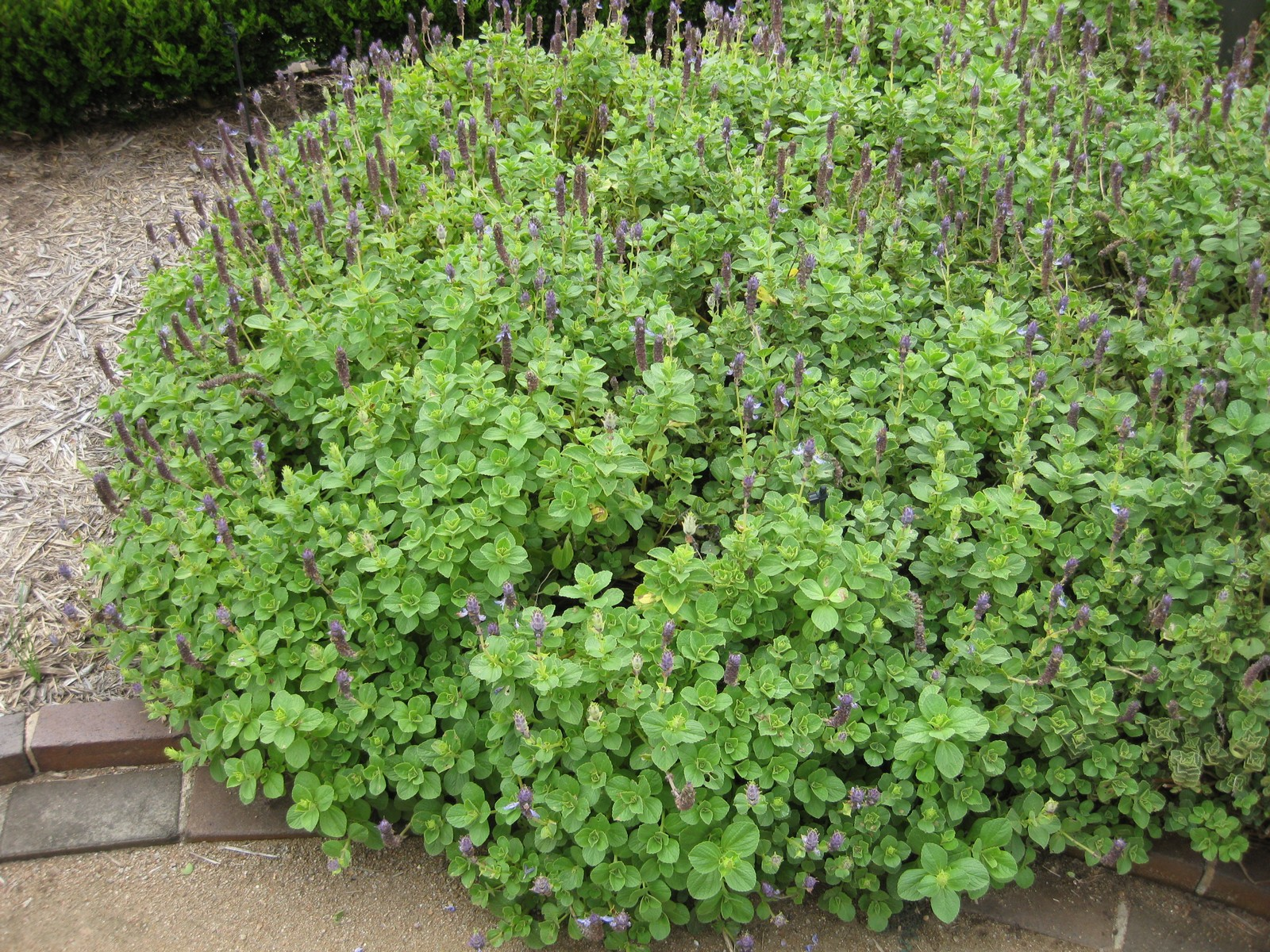
Vue d'ensemble.
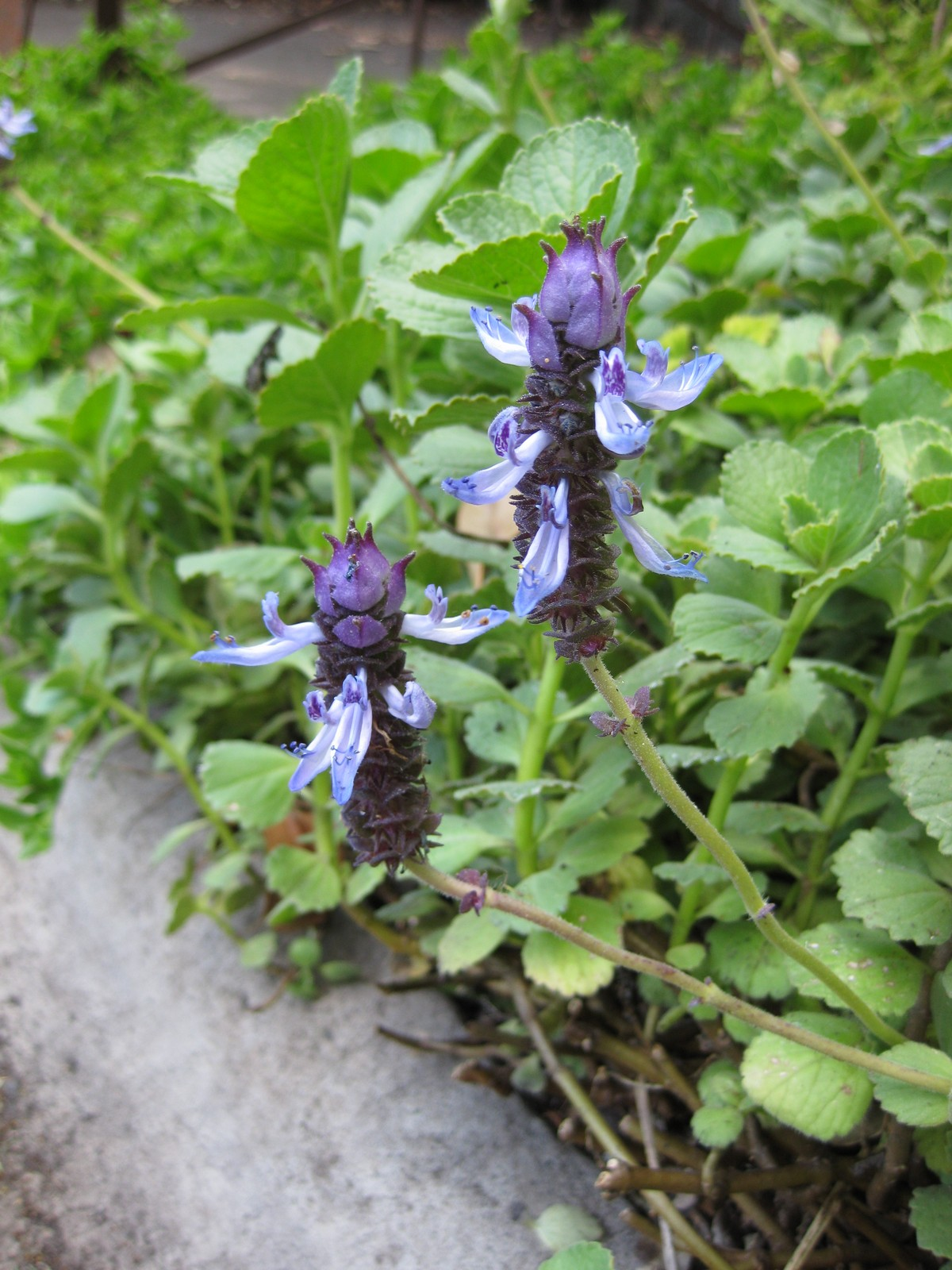
Vue de détail.
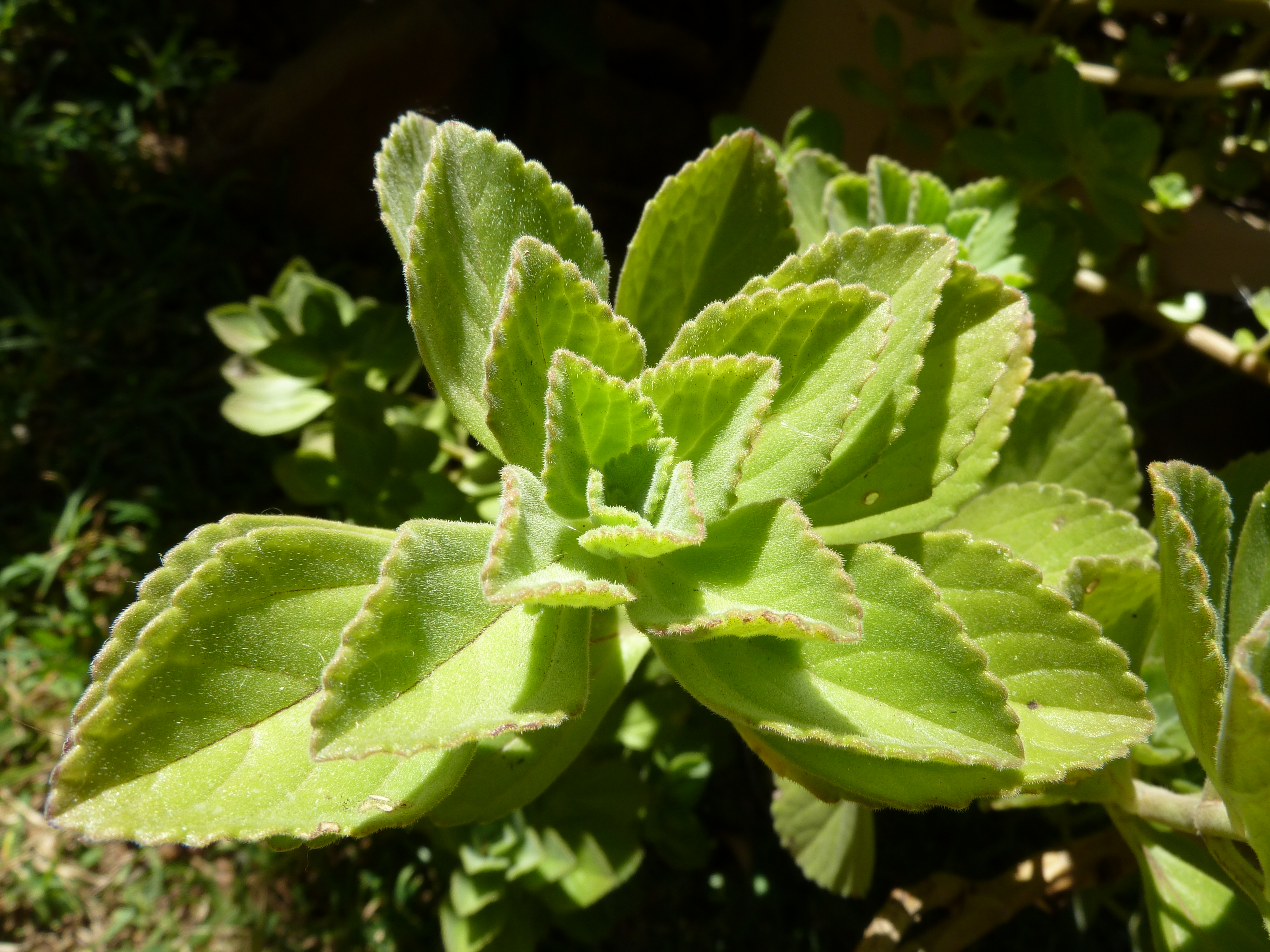
Jeune pousse.
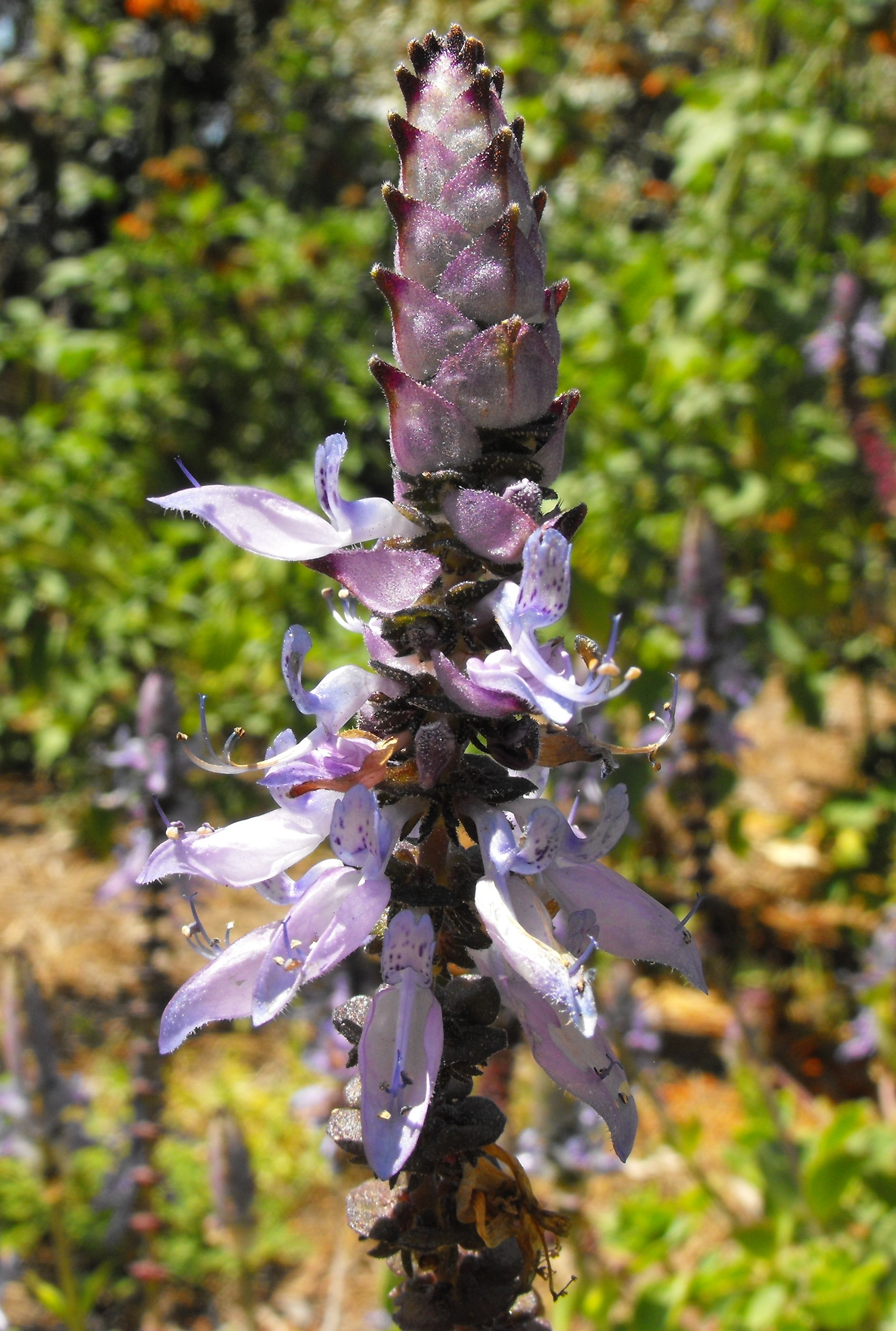
Inflorescence.

## Classification
Cette espèce a été décrite en 1896 par le botaniste allemand Rudolf Schlechter (1872-1925).

### Synonymes
Selon World Checklist of Selected Plant Families (WCSP) (3 décembre 2015)
- Coleus neochilus (Schltr.) Codd (synonyme homotypique)
- Coleus schinzii Gürke
- Coleus palliolatus S.Moore